# Croissance organique
En microéconomie, la croissance organique ou croissance interne correspond à un développement progressif et continu de l’entreprise fondé sur un accroissement des capacités existantes ou la création de nouvelles capacités productives ou commerciales. Cette stratégie permet de préserver l’indépendance économique et financière de l’entreprise. Elle est particulièrement bien adaptée aux stratégies de spécialisation.
Elle désigne la croissance du chiffre d'affaires d’une entreprise liée à une augmentation de ses ventes en volume et/ou en prix de ses produits et services. Cette augmentation des ventes est elle-même liée à une augmentation de ses parts de marché, à la croissance des marchés sur lesquels elle vend, ou à son implantation sur de nouveaux marchés.
La croissance organique s'oppose à la croissance externe, qui se fait la plupart du temps par fusion-acquisition.